# Honorata la Trisaïeule
Honorata la Trisaïeule est le titre du deuxième tome de la série de bandes dessinées La Caste des Méta-Barons.
Othon est sacré méta-baron après avoir sauvé Janus-Jana héritier de l'empire galactique, mais castré il ne peut transmettre son titre.
L'impératrice lui envoie Honorata, la prétresse-putain shabda-oud, qui peut donner naissance à un héritier.
Aghnar, handicapé à la naissance, rejeté par son père; sera le premier méta-baron à subir la terrible initiation par la mutilation.